# Le Mont-Saint-Adrien
Le Mont-Saint-Adrien is een gemeente in het Franse departement Oise (regio Hauts-de-France) en telt 598 inwoners (2004). De plaats maakt deel uit van het arrondissement Beauvais.

## Geografie
De oppervlakte van Le Mont-Saint-Adrien bedraagt 7,7 km², de bevolkingsdichtheid is 77,7 inwoners per km².
De onderstaande kaart toont de ligging van Le Mont-Saint-Adrien met de belangrijkste infrastructuur en aangrenzende gemeenten.

## Demografie
Onderstaande figuur toont het verloop van het inwonertal (bron: INSEE-tellingen).